# 휴림에이텍
주식회사 휴림에이텍은 휴림로봇 계열의 자동차 내·외장재 기업이다.

### 내용주
1. ↑  지번주소: 경남 밀양시 산내면 가인리 364번지